# Neuvillestadion
Het Neuvillestadion (Frans: Stade de la Neuville) is het voetbalstadion van Olympic Charleroi. Het stadion biedt vandaag in theorie nog plaats aan 8.000 toeschouwers.

## Bespelers

### Olympic Charleroi
Het Neuvillestadion is sinds 1922 de thuishaven van Olympic Charleroi. De club speelde voordien op het Plaine des Manœuvres (waar het huidige justitiepaleis van Charleroi staat), op het Plaine de l'Exposition (waar thans de Université du Travail van Charleroi staat) en op La Nervienne (in Marcinelle-Villette). Soms moest de club echter uitwijken: in het seizoen 2007/08 moest de club bijvoorbeeld uitwijken naar het Stade du Pays de Charleroi van grote broer en stadsrivaal Sporting Charleroi, omdat het eigen Neuvillestadion niet werd goedgekeurd voor Tweede klasse door de brandweer.

### FC Charleroi
Toen R. ACS Couillet in 2005 voor het eerst in 68 jaar weer naar Derde klasse promoveerde, werd de eigen accommodatie te klein, waardoor de club naar het Neuvillestadion verhuisde. De cohabitatie met Olympic Charleroi, die in het seizoen 2005/06 eveneens in Derde klasse B speelde, verliep echter niet hartelijk. Toen de club in 2009 werd omgedoopt tot Football Couillet La Louvière, verhuisde ze naar La Louvière. In 2011 keerde de club terug naar het Neuvillestadion, ditmaal onder de naam FC Charleroi. In 2017 maakte de club, die voortaan RAAL La Louvière zou heten, voor de tweede keer de verhuis van Charleroi naar La Louvière.